# جامع النصرتية
جامع النصرتية (بالتركية: Nusretiye Camii)‏ هو جامع يقع في إسطنبول. بأمر من السلطان العثماني محمود الثاني .
بدأ بناء الجامع سنة 1823 و انتهى عام 1826 م.